# Vanity
Denise Katrina Matthews (művésznevei: Vanity, Denise Matthews-Smith, D. D. Winters) (Niagara Falls, Ontario, 1959. január 4. – Fremont, Kalifornia, 2016. február 15.) kanadai énekes, színész, modell.
Pályáját meztelen modellként és alacsony költségvetésű filmek szereplőjeként kezdte. 1982-ben találkozott Prince-szel, akitől a Vanity nevet kapta, mert úgymond önmaga női részét látta visszatükröződni benne. Ez évben a Vanity 6 nevű vokáltrió énekesnője lett; legnagyobb slágerük, a Nasty Girl producere Prince volt. A csapat jellemzője a nyílt szexualitás volt mind a szövegekben, mind az előadásmódban, öltözékben. Egyetlen album után, 1983-ban Vanity megvált az együttestől és az előkészületben lévő Bíboreső filmtől. A Motown Record céggel 1984-ben jól fizető  szerződést írt alá. Az együttműködésből két lemez született: a Wild Animal és a Skin to Skin.
Néhány filmben is szerepelt, közülük legsikeresebb a The Last Dragon és az Action Jackson volt. A Playboy magazin 1988-ban közölt róla fényképeket.
A droggal és vesebetegséggel megküzdve elhagyta a művésznevét, és a 90-es években újdonsült keresztény és igehirdető lett. 1996-ban a Genesis Technology Group PR-igazgatója volt. Kaliforniában élt.
2005-ben a Nasty Girl számot Inaya Day táncos előadóművész törzsi stílusban feldolgozta.

## Filmjei
- Kiss of Death (1995/II)
- Éjféli hívás - South Beach (1993)
- Da Vinci háborúja - DaVinci's War  (1993)
- Highlander: The Series, Ep. 1-22 – Season One (1992)
- Highlander: The Series, Ep. 9 & 10 – The Sea Witch/Revenge is Sweet (1992)
- A főnökasszony - Lady boss (1992)
- Neon City - Neon City (1991)
- A halál jele - Memories of Murder (1990)
- Jackson, a vadállat - Action Jackson (1988)
- Mr. Hamburger - Deadly Illusion (1987)
- 10 másodperc az élet - 52 Pick-Up (1986)
- Never Too Young to Die (1986)
- Az utolsó sárkány  - Berry Gordy's The Last Dragon (1985)
- Tanya's Island (1980)
- Terror Train (1980)
- Aranyásók Alaszkában - Klondike Fever (1980)